# Крута (Черновське сільське поселення)
Крута́ (рос. Крутая) — присілок у складі Шабалінського району Кіровської області, Росія. Входить до складу Черновського сільського поселення.
Населення становить 2 особи (2010, 4 у 2002).
Національний склад станом на 2002 рік — росіяни 100 %.